# トボガンぞり

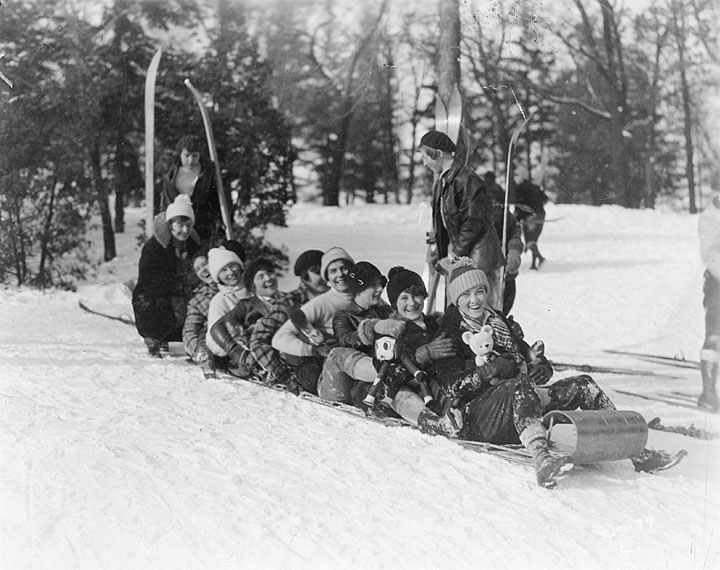
トボガンに興じる人々

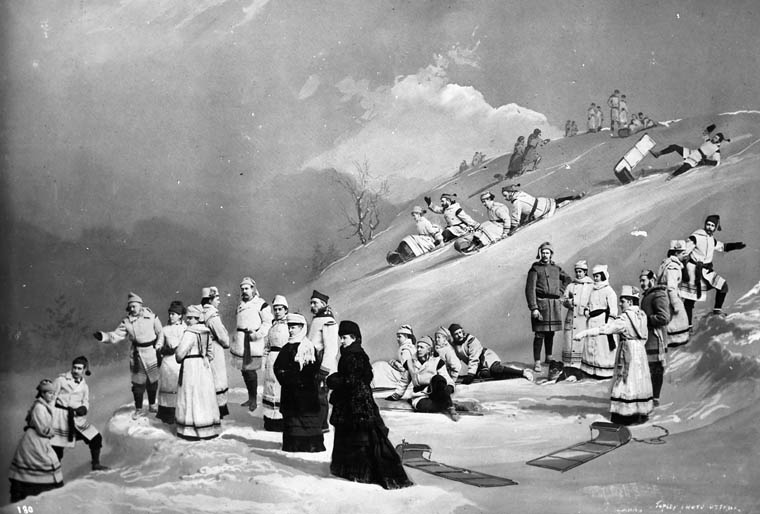
1870年代のトボガンパーティー

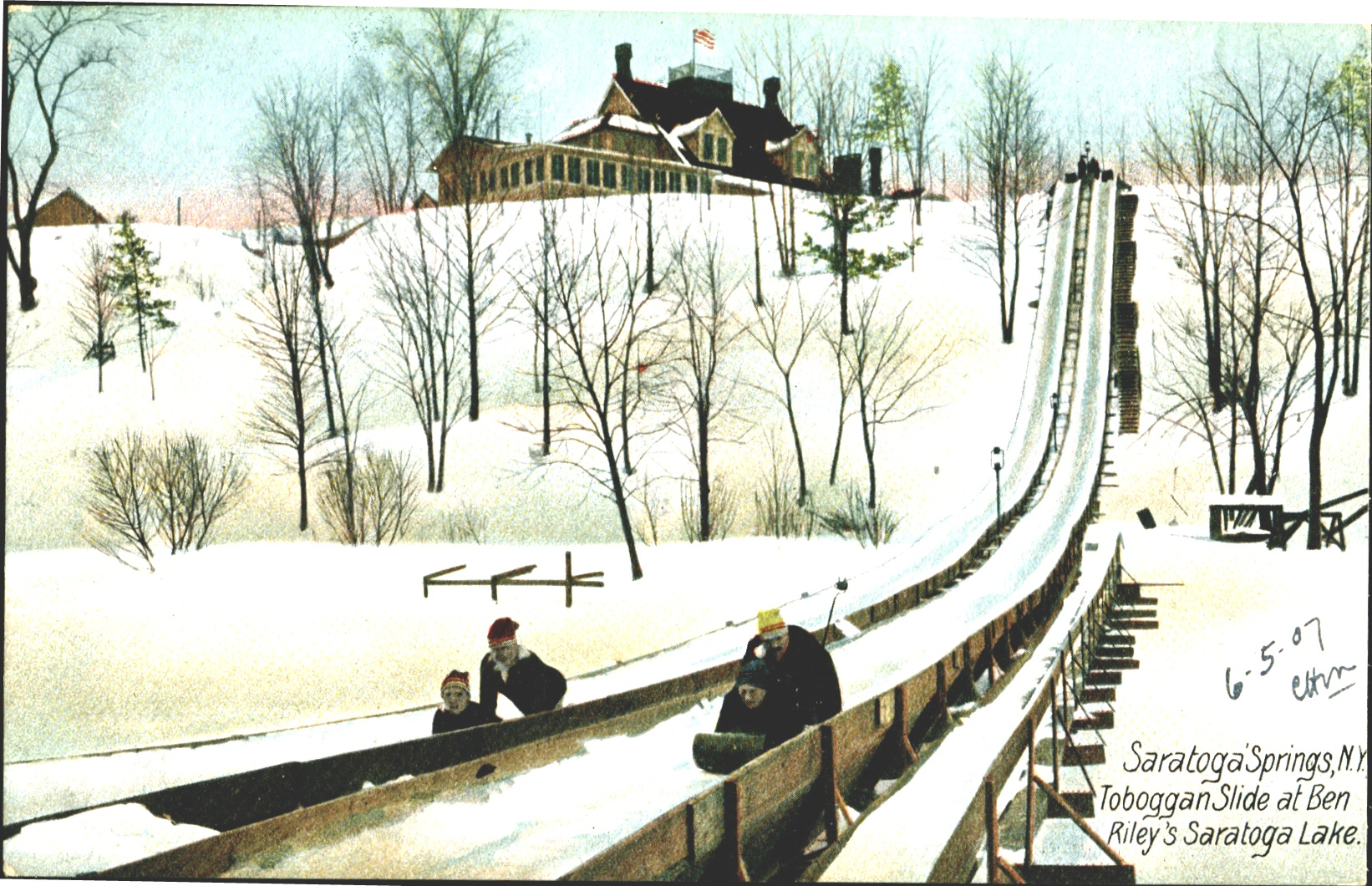
サラトガ・スプリングズに作られていたトボガントラック

トボガン（Toboggan、トボガンぞり）は、カナダのエスキモー民族であるイヌイットや、インディアン部族のクリー族が使う簡単な作りの橇（そり）で、雪上遊具としても用いられている。

## 概要
トボガンは板の片方が半円状に湾曲したような単純な形で、横から見るとJの字のような形をしている。一般的なソリには、底面にスキー板やランナーといった路面との接点を小さくしている部分が存在するが、トボガンは底が平たく全体で路面に接するようになっているのが特徴である。長さは長短様々なサイズがあり、一人用から大人数用まである。
トボガンの乗り方は至極単純で、湾曲した側を前にして座り、手綱を握り、雪の積もった丘（滑れれば雪が無くても構わない）などの上から滑り落ちるだけである。複数人で乗る場合は一番前の者が手綱を、残りの者は前の者の腰に手を回して乗る。
初期のトボガンは木製で、平たい木板と手を掛ける綱のみで出来ていた。その後素材はアルミニウムやプラスチックなども使用されるようになり、また大型のトボガンが商業用や救助目的で運用されている。
また、トボガンはスケルトンの元となった遊びであった。人気を博したトボガンはカナダに限らず、アメリカ合衆国やスイスなどでも遊ばれており、現在のスケルトン用トラックに通ずるような「トボガントラック」が存在していた。